# Європейський маршрут E761
Європейський маршрут E761 — європейський автомобільний маршрут категорії Б, що проходить по території Боснії і Герцеговини, Сербії і з'єднує міста Бихач і Заєчар.

## Маршрут
Весь шлях проходить через такі міста:
- Боснія і Герцеговина
  - E71 Бихач
  - E661 Яйце
  - E661 Доньї-Вакуф
  - E73, E661 Сараєво
  - E762 Зениця
- Сербія
  - Ужиці
  - E763 Чачак
  - Кралево
  - Крушеваць
  - Пожате
  - Заєчар